# 田中善一郎
田中 善一郎（たなか ぜんいちろう、1946年 - ）は、日本の政治学者。専門は日本政治。東京工業大学大学院社会理工学研究科価値システム専攻名誉教授。岡義達に師事。

## 略歴
東京都生まれ。都立日比谷高校、1969年東京大学法学部卒業。東京大学法学部助手（1969-72年）、同助教授（1972-1986年）を経て、1986年より東京工業大学助教授、1991年より同教授。1994年学習院大学より博士（政治学）の学位取得。

## 著書

### 単著
- 『自民党体制の政治指導』（第一法規, 1981年）
- 『自民党のドラマツルギー――総裁選出と派閥』（東京大学出版会, 1986年）
- 『日本の総選挙1946-2003』（東京大学出版会, 2005年）